# Party Favor
"Party Favor" é uma canção da cantora e compositora, Billie Eilish, co-escrita e produzida por seu irmão, Finneas O'Connell. A canção foi produzida pelas gravadoras Darkroom e Interscope e escrita para seu EP, Don't Smile at Me.
A faixa é descrita como pertencendo ao gênero folk e a letra da música diz sobre o término de Eilish com um namorado. A canção possui certificações nos Estados Unidos (RIAA) e Canadá (Music Canada), com um disco de ouro em ambos os países. Eilish performou a faixa durante as turnês Don't Smile at Me Tour, Where's My Mind Tour, 1 by 1 Tour e When We All Fall Asleep Tour.

## Composição
Originalmente, o título da música é estilizada em caixa baixa.  Kristen Spruch, da Billboard, descreveu a faixa como um folk "peculiar adjacete". "Party Favor" é tocada em dó maior, enquanto os vocais de Eilish se encontram numa faixa de A3 à A4 (soprano, na classificação americana). É a única faixa de Eilish que a inclui tocando ukulele. Na letra, a canção se inicia com sons de um telefone tocando e alguém dizendo "Ei, deixe uma mensagem". Em seguida, Eilish começa a desenvolver uma mensagem falando sobre o por que do término, acusando o namorado de ser possessivo. No meio da música, Eilish diz que terminou com seu namorado no aniversário dele.

## Pessoal
- Billie Eilish - vocais, composição, ukulele
- Finneas O'Connell - produção, composição, engenharia de mixagem
- John Greenham - engenharia de masterização